# Nothomorph
In de plantentaxonomie werd elk type  hybride, zowel de primaire, de nakomelingen, als de terugkruisingen nothomorph genoemd, afgekort tot nm.. De term werd bedacht door Ronald Melville in 1939 en opgenomen in de International Code of Botanical Nomenclature van 1952. Het fungeerde als een rangorde die alle typen omvatte onder die van nothospecies.
Met de Sydney Code van 1983 werd het concept van een "allesomvattende" infraspecifieke rangorde vervangen.  Sindsdien zijn de normale infraspecifieke rangen gebruikt onder de nothospecies, dat wil zeggen subspecies, variëteit, vorm enz. Taxa beschreven als nothomorph worden nu als een variëteit beschouwd.